# Bermbach (Steinbach-Hallenberg)
Bermbach ist ein Ortsteil der Stadt Steinbach-Hallenberg im Landkreis Schmalkalden-Meiningen in Thüringen (Deutschland).

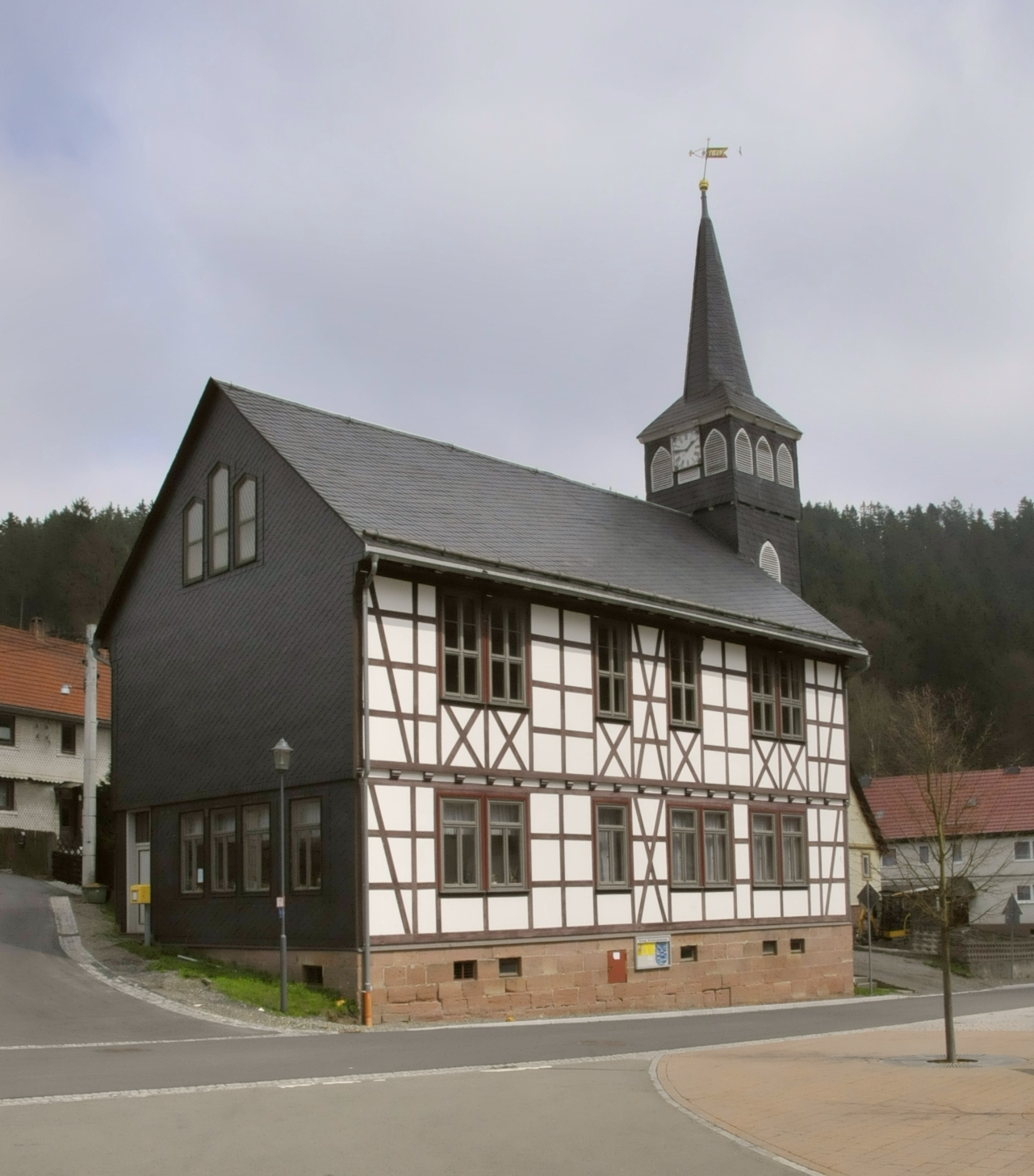
Kirche

## Geografie
Bermbach liegt in einem Seitental der Dürren Hasel, unterhalb des Sattelberges im Süden und des Knüllfelds im Norden.

## Geschichte
Erstmals wurde der Ort als Bernbach im Jahr 1274 erwähnt, das Gehöft gehörte zur Zent Benshausen in der Grafschaft Henneberg. Wirtschaftliche Grundlage des Ortes bildete zunächst die Forstwirtschaft – Köhler und Holzfäller. Nach dem Aussterben der Grafen von Henneberg kam der Ort im Jahr 1583 unter gemeinsame Verwaltung der sächsischen Wettiner und wurde im Zuge des „Benshäuser Austauschvertrages“ im Jahre 1619 dem Amt Hallenberg zugeordnet, welches im Rahmen des Vertrags zur hessischen Herrschaft Schmalkalden kam.
Im Jahr 1623 zählte der Ort 23 Häuser. Im späten 19. Jahrhundert besaß Bermbach 321 Hektar Ackerland, Gärten und Wiesen, jedoch keine Gemeindewaldung. Die zur Gemarkung zählenden Forste (453 Hektar Gesamtfläche) waren im Besitz der Herzöge von Sachsen Coburg und Gotha. Der Viehbestand umfasste zwei Pferde, 120 Rinder, 80 Schweine, 20 Ziegen.
Die gewerbliche Entwicklung des Ortes Bermbach setzte erst im 19. Jahrhundert ein. 1828 hatte der Ort 10 Leinweber, 2 Hufschmiede und 2 Nagelschmiede. 1892 wurden 15 Schlosser, 1 Baupolier und 8 Drechsler in Bermbach gezählt.
Im Jahr 1879 wurde die Kirche als Simultangebäude in traditioneller Fachwerkbauweise errichtet. Das Gebäude bestand gleichzeitig aus Kirche und Schule, die in Bermbach in getrennten Etagen eingerichtet wurden. So war in der unteren Etage zunächst die Dorfschule, später die Arztpraxis und heute Heimatstube untergebracht. Die evangelische Kirchgemeinde zählt heute zur Pfarrei Springstille.
Die Gemeinde Bermbach wurde am 1. Januar 2019 in die Stadt Steinbach-Hallenberg eingegliedert. Zuvor gehörte Bermbach der Verwaltungsgemeinschaft Haselgrund an.

### Einwohnerentwicklung
| Jahr | Einwohner | Jahr | Einwohner |
| ---- | --------- | ---- | --------- |
| 1728 | 200       | 1828 | 227       |
| 1890 | 350       | 1950 | 637       |
| 2011 | 541       | 2015 | 523       |

 Datenquelle: ab 1994 Thüringer Landesamt für Statistik – Werte vom 31. Dezember

## Religionen
In Bermbach gibt es seit den 1990er Jahren einen Königreichssaal der Zeugen Jehovas.
Zudem hat Bermbach eine kleinere Kirche.

## Politik
Der Gemeinderat aus Bermbach setzte sich zuletzt aus 8 Mitgliedern der Freien Wählergruppe Bermbach zusammen.
(Stand: Kommunalwahl am 25. Mai 2014)
Der ehrenamtliche Bürgermeister und seit 2019 Ortsteilbürgermeister Gerd Hermann wurde am 13. Juni 1999 erstmals gewählt, er wurde 2004, 2010, 2016 und 2022 wiedergewählt.

## Kultur und Sehenswürdigkeiten

### Museum
- Heimatstube

### Naturdenkmäler
Oberhalb des Ortes (Abzweigung an der Straße nach Herges-Hallenberg) liegt das Knüllfeld mit einer beliebten Ausflugsgaststätte und einem Skihang. Der großflächige Parkplatz bietet sich auch als Ausgangspunkt für Wanderungen zum Großen Hermannsberg und zum Ruppberg an.

### Regelmäßige Veranstaltungen
- Meilerfest, immer am letzten Wochenende im Juni.

### Sonstige Einrichtungen
- Kleines Schwimmbad
- Dorfgemeinschaftshaus „Grüner Baum“ mit Festsaal
- Kindergarten „Meilerwichtel“
- Freiwillige Feuerwehr Bermbach